# Clenoliximab
Clenoliximab (INN) es una anticuerpo monoclonal, contra el CD4; actúa como un inmunomodulador y ha sido investigado para el tratamiento de la artritis reumatoide.
La droga es un anticuerpo de proteína de fusión de Macaca irus y Homo sapiens.